# 法務部矯正署臺北監獄
24°58′49.5″N 121°19′56.3″E / 24.980417°N 121.332306°E
法務部矯正署臺北監獄，簡稱臺北監獄、北監，是中華民國法務部矯正署所屬矯正機關監獄，1957年由臺北市遷移至桃園市龜山區現址，故又稱龜山監獄。臺北監獄可收容3,401个犯人，收容的犯人多是重罪犯人和累犯，也有外國犯人。

## 歷史

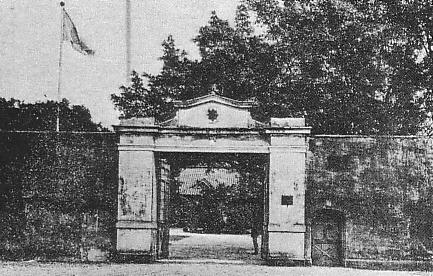
明治時期的臺北刑務所

- 1896年臺灣日治時期成立，初名「臺北縣臺北監獄署」，以清朝參府衙門舊址略加改建而成。
- 1897年改名為「臺北縣監獄署」，1900年時又改稱「臺北監獄」[2]。
- 1903年（明治36年），遷建至臺北東南郊（於臺北城外，今臺北市愛國東路底，華光社區附近區域[3]）。新築的監獄完成於1904年，佔地總面積有58,752坪。1924年（大正13年）時，再改名「臺北刑務所」[4]。
- 1945年10月，改稱為臺北第一監獄。
- 1948年，改為臺灣臺北監獄。
- 1957年底，司法行政部（今法務部）因監獄建築老舊、設備簡陋，故出售舊監獄土地為財源，購得桃園市龜山區土地（現址）19.4622公頃興建新監獄。自1961年10月興建，由知名建築師王大閎、吳文熹設計，1962年12月底完工。並於1963年1月11日，司法節時正式啟用。
- 1976年，司法行政部為照顧罹患精神病之受刑人，令臺北監獄於行政院衛生署桃園療養院旁興建桃園分監，並於1979年12月20日落成啟用。
- 1998年5月22日兼辦臺北戒治所業務。
- 2011年1月1日法務部矯正司改制為「法務部矯正署」後，更名為法務部矯正署臺北監獄。
- 2013年1月1日因裁撤矯正署臺北戒治所，而停止兼辦臺北戒治所業務。

## 組織
- 典獄長（1人，簡任第十一職等至第十二職等）
  - 副典獄長（1人，薦任第九職等至簡任第十職等）
    - 秘書（1人，薦任第八職等至第九職等）
    - 監長（1人，薦任第八職等至第九職等）
    - 科長（5人，薦任第七職等至第九職等）
    - 科長（1人，師（二）級）
    - 股長（8人）
    - 專員（2人，薦任第六職等至第八職等）
    - 調查員（4人，薦任第六職等至第八職等）
    - 教誨師（21人，薦任第六職等至第八職等）
    - 社會工作師（1人，委任第五職等或薦任第六職等至第七職等）
    - 社會工作員（3人，委任第五職等或薦任第六職等至第七職等）
    - 作業導師（11人，委任第五職等或薦任第六職等至第七職等）
    - 技士（1人，委任第五職等或薦任第六職等至第七職等）
    - 科員（29人，委任第五職等或薦任第六職等至第七職等）
    - 醫師（1人，師（三）級）
    - 臨床心理師、藥師（藥劑生）、護理師（護士）（12人，師級或士（生）級）
      - 主任管理員（49人，委任第四職等至第五職等）
      - 管理員（271人，委任第三職等至第五職等）
      - 辦事員（5人，委任第三職等至第五職等）
      - 書記（4人，委任第一職等至第三職等）

委員會
- 監務委員會
- 假釋審查委員會
- 調查分類指導委員會
- 教化指導委員會
- 作業指導委員會
- 衛生指導委員會
- 處遇研究委員會

行政業務單位
- 戒護科
- 教化科
- 總務科
- 衛生科
- 調查分類科
- 作業科
- 人事室
- 會計室
- 統計室
- 政風室
- 分監

## 知名受刑人
- 羅福星
- 簡大獅
- 林幼春
- 蔣渭水
- 賴和
- 王敏川
- 簡吉
- 鍾逸人
- 辜振甫
- 劉泰英
- 陳水扁（No. 1020）[5]
- 李宗瑞
- 魏應充
- 孫道存
- 王令麟
- 林建隆
- 朱雪璋
- 羅賢哲：因共諜案遭判處無期徒刑，2013年8月自國防部臺南監獄移監。
- 陳凱倫
- 高國華
- 朱學恒